# Marion (Caroline du Sud)
Pour les articles homonymes, voir Marion.
La ville de Marion est le siège du comté de Marion, situé en Caroline du Sud, aux États-Unis.

## Démographie
| 1850 | 1870 | 1880 | 1890  | 1900  | 1910  |
| ---- | ---- | ---- | ----- | ----- | ----- |
| 214  | 968  | 824  | 1 640 | 1 831 | 3 844 |

| 1920  | 1930  | 1940  | 1950  | 1960  | 1970  |
| ----- | ----- | ----- | ----- | ----- | ----- |
| 3 892 | 4 921 | 5 746 | 6 834 | 7 174 | 7 435 |

| 1980  | 1990  | 2000  | 2010  | - | - |
| ----- | ----- | ----- | ----- | - | - |
| 7 700 | 7 658 | 7 042 | 6 939 | - | - |